# Marasmiàcies
Les marasmiàcies (Marasmiaceae) són una família de fongs basidiomicots de l'ordre dels agaricals (Agaricales). Les seves espores són blanques. Tenen la capacitat de recuperar-se després d'un període sec.

## Taxonomia
Molts dels gèneres prèviament assignats a les marasmiàcies han estat traslladats a altres famílies. Segons la darrera actualització de la taxonomia dels fongs, s'inclouen unes 1.100 espècies repartides en 5 gèneres:
- Chaetocalathus Singer (ca 20 espècies)
- Crinipellis Pat. (ca 110 espècies)
- Marasmius Fr. (= Amyloflagellula Singer; Hymenogloea Pat.) (ca 1000 espècies)
- Moniliophthora H.C. Evans, Stalpers, Samson & Benny (10 espècies)
- Paramarasmius Antonín & Kolařík (2 espècies)